# Bundesautobahn 280
Die Bundesautobahn 280 (Abkürzung: BAB 280) – Kurzform: Autobahn 280 (Abkürzung: A 280) – ist eine Autobahn in der Nähe der Grenze Niedersachsens und damit Deutschlands zu den Niederlanden. Sie stellt eine fünf Kilometer lange Verbindung von der deutschen Autobahn A 31 zur niederländischen Grenze her und verläuft dahinter weiter als Autosnelweg 7. Diese drei Autobahnen sind gleichzeitig Bestandteil der Europastraße 22.

## Trivia
An den Ausfahrten sind keine Ausfahrtnummern angebracht.
Diese Autobahn war ursprünglich ein Teil der A 28. Die jetzige A 31 war zwischen dem Dreieck Bunde und dem AD Leer als „Doppelautobahn“ A 28/A 31 beschildert. Mit Einführung der Ausfahrtsnummerierung in den 1990er-Jahren wurden Doppelnummerierungen abgeschafft und dieses Teilstück der damaligen A 28 in A 280 umbenannt.
In Fahrtrichtung Osten verläuft der Rijksweg 7 hinter seiner letzten Abfahrt Bad Nieuweschans unmittelbar entlang der deutsch-niederländischen Grenze. Das Staatsgebiet der Niederlande endet in diesem Abschnitt am südlichen Fahrbahnrand. Daraus ergibt sich das Kuriosum einer Raststätte (Bunderneuland), die sich auf dem Territorium der Bundesrepublik Deutschland befindet. Die der Raststätte angeschlossene Tankstelle wurde inzwischen aufgegeben. Diese deutsche Anlage ist nicht der A 280 zugeordnet, die erst einen knappen Kilometer nach dem endgültigen Verlassen niederländischen Territoriums erreicht wird.